# 1011
Évszázadok: 10. század – 11. század – 12. század
Évtizedek: 960-as évek – 970-es évek – 980-as évek – 990-es évek – 1000-es évek – 1010-es évek – 1020-as évek – 1030-as évek – 1040-es évek – 1050-es évek – 1060-as évek
Évek: 1006 – 1007 – 1008 – 1009 –  1010 – 1011 – 1012 – 1013 – 1014 – 1015 – 1016

## Események
- II. Bernát szász herceg trónra lépése.
- Szandzsó japán császár trónra lépése.

## Halálozások
- február 9. – I. Bernát szász herceg.
- július 25. – Icsidzsó japán császár (* 980).
- november 21. – Reizei japán császár (* 950).